# Яма при Двору
Яма при Двору (на словенски: Jama pri Dvoru) е село в Словения, регион Югоизточна Словения, община Жужемберк. Според Националната статистическа служба на Република Словения през 2015 г. селото има 101 жители.